# 橄榄铜矿
橄榄铜矿（英語：Olivenite）是一種砷酸銅礦物，化學式為Cu
2(AsO
4)(OH)，結晶型態屬於單斜晶系（假斜方晶系），為熱液銅礦床氧化帶中很常見的次生砷酸銅礦物。

## 名稱
橄榄铜矿的名稱因其顏色呈現橄欖綠而得名，在1789年由德國地質學家亞伯拉罕·戈特洛布·維爾納以德語命名為「olivenerz」，而到了1920年代單字後綴的「-erz」才被改成「-ite」。

## 化學結構
橄欖銅礦中的砷有時會被少量的磷部分取代，可與磷銅礦形成固溶體系列。另外橄欖銅礦裡面的銅也可以被鋅取代，與水砷鋅礦形成完整系列，和鋅橄榄铜矿的中間礦物。

## 晶體慣態
有時候以終端為圓頂的簡單棱柱狀的小型明亮晶體出現，但是針狀晶體的球狀聚晶更為常見，這些纖維狀的晶體通常具有天鵝絨般的光澤。另外有時候也會以具有層狀結構或是鬆軟土狀的產狀出現。